# Loa (ort)
Loa är en ort i Burkina Faso.   Den ligger i provinsen Province du Bam och regionen Centre-Nord, i den centrala delen av landet, 110 km norr om huvudstaden Ouagadougou. Loa ligger 305 meter över havet och antalet invånare är 434. Den ligger vid sjön Lac de Bam.
Terrängen runt Loa är platt. Närmaste större samhälle är Kongoussi, 8,6 km söder om Loa.
Trakten runt Loa består i huvudsak av gräsmarker. Runt Loa är det ganska tätbefolkat, med 54 invånare per kvadratkilometer.